# Distrito de Binh Tan
Binh Tan (em Vietnameita:Bình Tân) é um dos 24 distritos da Cidade de Ho Chi Minh, no Vietnam. 